# Butler (Missouri)
|  | Dieser Artikel wurde aufgrund von inhaltlichen Mängeln auf der Qualitätssicherungsseite des Projektes USA eingetragen. Hilf mit, die Qualität dieses Artikels auf ein akzeptables Niveau zu bringen, und beteilige dich an der Diskussion! Eine nähere Beschreibung der zu behebenden Mängel fehlt. |

Butler ist seit 1856 Sitz des 1841 durch Zusammenlegung von Teilen zweier Countys entstandenen Bates County im Westen des US-Bundesstaats Missouris. Das U.S. Census Bureau hat bei der Volkszählung 2020 eine Einwohnerzahl von 4220 ermittelt, das ist mehr als ein Viertel der Einwohner des Countys. Benannt ist die Stadt nach William Orlando Butler.
Die Gemeinde liegt etwa 104 km südlich von Kansas City und ist Teil der Metropolregion Kansas City. Im Norden des Ortes liegt der Butler Memorial Airport, im Westen die U.S. Route 71, im Süden die Missouri Route 52.
Als Sehenswürdigkeit ist das Bates County Courthouse im National Register of Historic Places gelistet.

## Persönlichkeiten
- Robert A. Heinlein (1907–1988), Science-Fiction Autor
- Charles O’Rear (* 1941), Fotograf (Windows XP Hintergrund)